# Maison au 15, rue Mélanie à Strasbourg
La maison au 15, rue Mélanie est un monument historique situé à Strasbourg, dans le département français du Bas-Rhin.

## Localisation
Ce bâtiment est situé au 15, rue Mélanie à Strasbourg.

## Historique
L'édifice fait l'objet d'une inscription au titre des monuments historiques depuis 1984.

## Architecture
Le portail du XVIIIe siècle a une grille de style baroque.